# 1293 Sonja
Az 1293 Sonja (ideiglenes jelöléssel 1933 SO) egy marsközeli kisbolygó. Eugène Joseph Delporte fedezte fel 1933. szeptember 26-án, Uccleban.